# Explorer 17
L'Explorer 17 fu un satellite statunitense appartenente al Programma Explorer, il suo compito fu studiare l'alta atmosfera terrestre.
Fu il primo di una serie di cinque satelliti destinati a tale scopo.

## La missione
Explorer 17 fu lanciato il 3 aprile del 1963 da Cape Canaveral con il vettore Delta B.
L'immissione in orbita avvenne come previsto.
Non tutti gli strumenti a bordo funzionarono a dovere; infatti uno spettrometro risultò malfunzionante e un altro lavorò a intermittenza.
Le batterie di esaurirono il 10 luglio 1963, rientrò nell'atmosfera il 24 novembre 1966, dopo 1.325 giorni dal lancio.

## Il satellite
Explorer 17 era una sfera di 0,95 metri di diametro stabilizzata mediante rotazione su un asse e fu trasportata in orbita sotto vuoto, per evitare contaminazioni dell'atmosfera locale.
A bordo ospitava quattro sensori di pressione per la misurazione della densità totale delle particelle neutre, due spettrometri di massa e due sonde elettrostatiche per la misurazione della temperatura e la concentrazione degli elettroni.